# الکساندرا سوتلیتسکایا
الکساندرا سوتلیتسکایا (انگلیسی: Alexandra Svetlitskaya; ۲۰ اوت ۱۹۷۱ – ۲۳ ژانویهٔ ۲۰۱۹) بازیکن فوتبال اهل اتحاد جماهیر شوروی سوسیالیستی بود.

وی همچنین در تیم ملی فوتبال زنان روسیه بازی کرده‌است.